# 베나드릴
베나드릴(Benadryl)은 존슨 앤 존슨의 자회사인 McNeil 연구소가 시판하고, 알레르기를 치료하는 일반의약품의 브랜드명이다.

## 같이 보기
- 디펜히드라민